# Boston-Marathon 1978
Der Boston-Marathon 1978 war die 82. Ausgabe der jährlich stattfindenden Laufveranstaltung in Boston, Vereinigte Staaten. Der Marathon fand am 17. April 1978 statt.
Bei den Männern gewann Bill Rodgers in 2:10:13 h und bei den Frauen Gayle Barron in 2:44:52 h.

## Ergebnisse

### Männer
| Platz | Athlet          | Land               | Zeit (h) |
| ----- | --------------- | ------------------ | -------- |
| 01    | Bill Rodgers    | Vereinigte Staaten | 2:10:13  |
| 02    | Jeff Wells      | Vereinigte Staaten | 2:10:15  |
| 03    | Esa Tikkanen    | Finnland           | 2:11:15  |
| 04    | Jack Fultz      | Vereinigte Staaten | 2:11:17  |
| 05    | Randy Thomas    | Vereinigte Staaten | 2:11:25  |
| 06    | Kevin Ryan      | Neuseeland         | 2:11:43  |
| 07    | Don Kardong     | Vereinigte Staaten | 2:14:07  |
| 08    | John Lodwick    | Vereinigte Staaten | 2:14:12  |
| 09    | Yutaka Taketomi | Japan              | 2:14:34  |
| 10    | Tom Fleming     | Vereinigte Staaten | 2:14:44  |

### Frauen
| Platz | Athletin              | Land               | Zeit (h) |
| ----- | --------------------- | ------------------ | -------- |
| 01    | Gayle Barron          | Vereinigte Staaten | 2:44:52  |
| 02    | Penny DeMoss          | Vereinigte Staaten | 2:45:36  |
| 03    | Jane Killion          | Vereinigte Staaten | 2:47:33  |
| 04    | Kim Merritt           | Vereinigte Staaten | 2:47:52  |
| 05    | Lauri Pedrinan        | Vereinigte Staaten | 2:48:42  |
| 06    | Kiyoko Obata          | Japan              | 2:52:34  |
| 07    | Eleonora DeMendonca   | Brasilien          | 2:52:49  |
| 08    | Linda Susan Donkelaar | Vereinigte Staaten | 2:52:58  |
| 09    | Nancy Linday          | Vereinigte Staaten | 2:53:07  |
| 10    | Gayle Olinekova       | Kanada             | 2:53:20  |